# 렙톤

렙톤(lepton) 또는 경입자(輕粒子)는 물리학에서 스핀이 ½이고 (페르미온) 강한 핵력에 영향을 받지 않는 기본 입자이다. 전자, 뮤온, 타우온과 각각에 해당하는 중성미자로, 현재까지 총 6종이 알려져 있다. 강하게 상호작용하는 기본 페르미온은 쿼크로 분류된다.
렙톤은 기본 입자이자, 물질의 가장 기본적인 구성요소이다. 렙톤은 물질의 기원을 설명하는 표준 모형에서 중요한 위치를 차지하고 있다. 대표적인 렙톤으로는 전자를 꼽을 수 있다. 전자는 물질의 화학적 특성에 직접적으로 연관되어 있기에 화학이라는 학문 전 범위에 걸쳐 중요한 위치를 차지하고 있다.
렙톤은 전하를 띠는가 아닌가에 따라 두 종류로 분류할 수 있다. 첫째는 전하를 띠는 렙톤이다. ‘전자 같은 렙톤(electron-like lepton)’이라고도 칭한다. 전하를 띠는 렙톤은 다른 입자들과 결합하여, 원자나 포지트로늄(positronium)과 같은 합성된 입자(composite particle)를 구성한다. 둘째는 중성미자다. 중성미자는 전하를 띠는 렙톤과 달리 전하를 띠지 않는다. 중성미자(neutrino)는 전하를 띠는 렙톤보다 질량이 작다. 또한 다른 입자들과 상호작용 또한 거의 하지 않아, 좀처럼 관찰되지 않는 입자이다.
렙톤은 또한 3세대에 걸쳐 여섯 종류로 달리 분류할 수 있다. 1세대는 전자와 전자 중성미자, 2세대는 뮤온과 뮤온 중성미자, 3세대는 타우온과 타우 중성미자로 구성되어 있다. 1세대에서 3세대로 갈수록 구성하는 입자들의 질량이 증가하는 경향을 보인다.
전자는 전하를 띠는 입자 중에서 가장 가볍다. 다음으로 무거운 뮤온은 입자 붕괴 과정을 통해 금방 전자로 변한다. 가장 무거운 타우온은 18%의 확률로 전자와 중성미자로 붕괴한다. 때문에, 뮤온과 타우온은 우주선(cosmic ray)이나 입자 가속기를 통해서만 발견할 수 있는 반면, 전자는 전우주에서 가장 쉽게 발견할 수 있다.
렙톤은 전하량, 스핀, 질량와 같은 다양한 고유 성질을 가지고 있다. 렙톤은 쿼크와는 다르게 강한 상호작용(또는 강력)에 영향을 받지 않는다. 그러나 나머지 세가지 상호작용(중력, 전자기력, 약력)에는 영향을 받는다. 모든 렙톤들은 각자에게 대칭되는 반입자인 반렙톤들을 가지고 있다. 혹자는 전하를 띠는 렙톤과 중성미자 간의 관계가 입자-반입자 관계라고 하나, 그 주장의 타당성이 명확히 밝혀지지 않은 상태다.
1세대의 전하를 띠는 렙톤 전자는 19세기의 여러 과학자들에 의해 이론적으로 제안되었고, 1897년에 톰슨이 발견했다. 뮤온은 1936년에 앤더슨이 발견했으나, 발견 당시에는 메존으로 잘못 분류했었다. 그러나 실험을 통해, 새로 발견한 뮤온이 메존의 성질을 띠기보다는 전자에 가까운 성질을 띤다는 사실을 알아냈다. 1947년에서야 전자와 같이 행동하는 입자들을 ‘렙톤’이라 이름 붙여주며, 뮤온을 렙톤에 포함시켰다. 전자 중성미자는 1930년 파울리가 입자의 베타 붕괴 현상을 설명하기 위해, 이론적으로 처음 제안했다. 전자 중성미자는 1956년 카원과 라이너스가 훗날 ‘카원-라이너스 중성미자 실험’라 명명된 실험을 통하여 처음 발견했다. 뮤온 중성미자는 1962년 레더먼, 슈워츠, 스타인버거가 발견했다. 타우온은 1974년과 1977년 사이에 스탠퍼드 선형 가속기 센터와 로런스 버클리 국립연구소에서 연구한 마틴 루이스 펄과 그의 동료들이 발견했다. 타우 중성미자는 2000년 7월 페르미 국립 가속기 연구소의 DONUT Collaboration이 발견했다고 발표했다.
렙톤은 물질의 기원을 설명하는 표준 모형에서 중요한 위치를 차지하고 있다. 그리고 전자는 양성자, 중성자와 함께 원자를 구성한다.

## 렙톤의 특성
렙톤에는 전자, 뮤온, 타우온의 세 맛깔이 존재한다. 각 맛깔은 약한 아이소스핀이라는 입자쌍으로 표현된다. 입자쌍 중 하나는 각 맛깔의 이름과 동일한 이름의 높은 전하를 지닌 입자이며, 다른 하나는 거의 질량이 없는 중성의 입자인 중성미자이다. 예를 들면, 전자는 전하를 지닌 '전자'와 전하를 지니지 않고 거의 질량이 없는 '전자 반중성미자'로 구성된다는 것이다. 이 모든 6개의 입자는 각각 반입자를 가지고 있다. 예를 들면, 전자와 양전자는 서로 반입자이다. 모든 알려진 전하를 지닌 렙톤은 기본 전하만큼의 전하를 지니고 있으며, 음인지 양인지는 입자인지 반입자인지에 따라 좌우된다. 반면 중성미자와 반중성미자는 전하를 띠지 않는다.
입자가 상호작용할때, 같은 맛깔(전자와 전자 중성미자, 뮤온과 뮤온 중성미자, 타우온과 타우 중성미자)의 렙톤 수는 그대로 유지된다. 이 원리는 렙톤 수의 보존으로 알려져 있다. 다른 맛깔(예를 들면, 전자 수와 뮤온 수)의 렙톤 수는 때로 지켜지지 않는다. 중성미자 진동이 그 예이다.

## 렙톤 표
| 하전 입자 / 반입자 | 하전 입자 / 반입자                      | 하전 입자 / 반입자    | 하전 입자 / 반입자 | 중성미자 / 반중성미자               | 중성미자 / 반중성미자                                       | 중성미자 / 반중성미자 | 중성미자 / 반중성미자 |
| 이름               | 기호                                    | \| 전하 \| \| ---- \| | 질량 (MeV)         | 이름                                | 기호                                                        | 전하                  | 질량 (MeV)            |
| ------------------ | --------------------------------------- | --------------------- | ------------------ | ----------------------------------- | ----------------------------------------------------------- | --------------------- | --------------------- |
| 전자 / 양전자      | {\displaystyle e^{-}\,/\,e^{+}}         | −1 / +1               | 0.511              | 전자 중성미자 / 전자 반중성미자     | {\displaystyle \nu _{e}\,/\,{\overline {\nu }}_{e}}         | 0                     | <0.000003             |
| 뮤온 / 반뮤온      | {\displaystyle \mu ^{-}\,/\,\mu ^{+}}   | −1 / +1               | 105.6              | 뮤온 중성미자 / 뮤온 반중성미자     | {\displaystyle \nu _{\mu }\,/\,{\overline {\nu }}_{\mu }}   | 0                     | <0.19                 |
| 타우온 / 반타우온  | {\displaystyle \tau ^{-}\,/\,\tau ^{+}} | −1 / +1               | 1777               | 타우온 중성미자 / 타우온 반중성미자 | {\displaystyle \nu _{\tau }\,/\,{\overline {\nu }}_{\tau }} | 0                     | <18.2                 |
| 전하               |                                         |                       |                    |                                     |                                                             |                       |                       |

## 어원
"렙톤"이라는 이름은 그리스어 λεπτός (렙토스)에서 유래하였고, 물리학자 레옹 로장펠드(Léon Rosenfeld)가 1948년에 명명하였다.
묄러 (C. Møller) 교수의 제안을 따라, 가벼운 질량을 가진 입자를 작고, 얇다는 의미의 그리스어 λεπτός로부터 "렙톤"이라 명명한다.
이 이름은 전자나 중성미자, 뮤온이 핵자에 비해 가벼워서 지어졌다. (핵자는 중(重)입자에 속한다.) 이후 1970년대에 핵자의 두 배나 무거운 타우온이 발견되어, 모든 렙톤이 다 가벼운 것은 아니라는 사실이 밝혀졌다.

## 역사
1세대의 전하를 띠는 렙톤인, 전자는 19세기의 여러 과학자들에 의해 이론적으로 제안되었고, 1897년에 J.J.Tomson과 그의 동료인 여러 영국 물리학자들이 발견했다. 그 후 전자 1930년 Wolfgang Pauli가 베타 붕괴 현상 이전과 이후의 에너지, 운동량, 각운동량이 보존되지 않는다는 실험 결과에 아직 발견되지 않은 입자가 숨어 있을 것이라 추론했으며, 그 숨어 있는 입자를 중성미자(neutrino)라고 명명했다. 여담으로 당시에는 전자 중성미자라고 따로 명명되지 않은 이유는 전자 이외의 전하를 띠는 렙톤이 제안되지 않아서 렙톤이라는 개념조차 없었던 시대였기 때문이다. 전자 중성미자는 1956년 Clyde Cowan과 Frederick Reines이 훗날 ‘Cowan-Reines 중성미자 실험’라 명명된 실험을 통하여 처음 발견했다.
뮤온은 1936년에 Carl D. Anderson이 발견했다. 발견 당시 그들은 뮤온의 질량 때문에 뮤온을 메존으로 잘못 분류했었다. 그러나 뮤온이 전자처럼 강한 상호작용에 영향을 받지 않는다는 실험 결과를 토대로 하여, 새로 발견한 뮤온이 메존보다는 전자에 더 가깝다고 결론을 내렸다. 1947년에서야 전자와 같이 행동하는 입자들을 ‘렙톤’이라 이름 붙여주며, 전자와 함께, 뮤온과 (전자) 중성미자를 렙톤에 포함시켰다. 1962년 Leon M. Lederman, Melvin Schwartz 그리고 Jack Steinberger는 뮤온 중성미자의 상호작용을 처음 발견하면서, 전자 중성미자 이외에 또 다른 종류의 중성미자가 존재함을 입증했다. 이 공로를 기리기 위하여, 1988년 세 사람에게 노벨 물리학상이 수여되었다.
타우온은 1974년과 1977년 사이에 스탠포드 선형 입자가속기 센터(SLAC)와 로렌스 버클리 국립 연구소에서 연구한 Martin Lewis Perl과 그의 동료들이 발견했다. 그리고 전자, 뮤온과 마찬가지로 타우온도 타우온만의 중성입자를 가지고 있을 것이라고 학자들은 예견했다. 타우 중성미자의 첫 증거는 타우온 붕괴 현상에서 붕괴 이전과 이후의 에너지 및 운동량이 보존되지 않는다는 사실이었다. 타우 중성미자는 2000년 7월 페르미 국립 가속기 연구소에서 연구한 DONUT Collaboration이 발견했다고 발표했다.
일부 입자 물리학자들은 4세대 렙톤이 존재할 가능성을 제기하고 있다. 현재 알려진 바로는 만약 발견된다면 4세대 전하를 띠는 렙톤의 질량은 100.8 GeV/c2 정도가 한계이며, 4세대 중성미자의 질량은 45.0 GeV/c2 가 한계라고 예측하고 있다.

## 스핀과 카이랄성
렙톤은 스핀-1/2 입자다. 때문에 렙톤은 업, 다운, 이렇게 두 가지 스핀만 가질 수 있다. 스핀-통계학 정리에 따라, 렙톤은 페르미온임을 알 수 있다. 따라서, 렙톤은 파울리 배타 원리를 지킨다. 다시 말해, 동일한 종류의 렙톤은 같은 시각에 같은 상태에 있을 수 없다.

## 같이 보기
- 입자의 목록

## 참고 문헌
1. ↑  "Lepton (physics)". Encyclopædia Britannica. Retrieved 2010-09-29.
2. ↑  R. Nave. "Leptons". HyperPhysics. Georgia State University, Department of Physics and Astronomy. Retrieved 2010-09-29.
3. ↑  W.V. Farrar (1969). "Richard Laming and the Coal-Gas Industry, with His Views on the Structure of Matter". Annals of Science 25 (3): 243–254. doi:10.1080/00033796900200141.
4. ↑  T. Arabatzis (2006). Representing Electrons: A Biographical Approach to Theoretical Entities. University of Chicago Press. pp. 70–74. ISBN 0-226-02421-0.
5. ↑  J.Z. Buchwald, A. Warwick (2001). Histories of the Electron: The Birth of Microphysics. MIT Press. pp. 195–203. ISBN 0-262-52424-4.
6. ↑  J.J. Thomson (1897). "Cathode Rays". Philosophical Magazine 44: 293.
7. ↑  S.H. Neddermeyer, C.D. Anderson (1937). "Note on the Nature of Cosmic-Ray Particles". Physical Review 51 (10): 884–886. Bibcode 1937PhRv...51..884N. doi:10.1103/PhysRev.51.884.
8. ↑  "Nuclear Forces," Rosenfeld, Léon, Interscience Publishers, New York, 1948